# Terry Pitt
Terry Pitt (n. 2 martie 1937 – d. 3 octombrie 1986) a fost un om politic britanic, membru al Parlamentului European în perioada 1984-1989 din partea Regatului Unit. 
1. ↑  Deputații în Parlamentul European
2. ↑   https://books.google.co.uk/books?id=k89anpKEY6YC&pg=PA157 Lipsește sau este vid: |title= (ajutor)